# Oxyethira velocipes
Oxyethira velocipes är en nattsländeart som först beskrevs av Barnard 1934.  Oxyethira velocipes ingår i släktet Oxyethira och familjen smånattsländor. Inga underarter finns listade i Catalogue of Life.